# Lijst van rijksmonumenten in Geertruidenberg (plaats)
De stad Geertruidenberg telt 90 inschrijvingen in het rijksmonumentenregister. Hieronder een overzicht.
| Object | Oorspronkelijke functie?  | Bouwjaar              | Architect               | Locatie                                             | Coördinaten?                  | Nr.?   | Afbeelding                                                                                            |
| --- | ------------------------- | --------------------- | ----------------------- | --------------------------------------------------- | ----------------------------- | ------ | --- |
| Huis onder twee zadeldaken tussen topgevels en met gebosseerd gepleisterde lijstgevel | Woonhuis                  |                       |                         | Brandestraat 1                                      | 51° 42' 0" NB, 4° 51' 49" OL  | 15946  | Meer afbeeldingen                                                                                     |
| Twee hardstenen pijlers bij het kerkhof van de Nederlands Hervormde gemeente | Erfscheiding              | ca. 1775              |                         | Bij Kerkstraat 11                                   | 51° 41' 37" NB, 4° 50' 31" OL | 15947  | Meer afbeeldingen                                                                                     |
| Het Schippershuys | Woonhuis                  | 17e eeuw              |                         | Dordtsestraat 28                                    | 51° 42' 5" NB, 4° 51' 47" OL  | 15948  | Meer afbeeldingen                                                                                     |
| Huis onder met rode pannen belegd schilddak en met lijstgevel in schoon werk | Woonhuis                  |                       |                         | Elfhuizen 2                                         | 51° 42' 2" NB, 4° 51' 43" OL  | 15949  | Huis onder met rode pannen belegd schilddak en met lijstgevel in schoon werk                          |
| Geertruidskerk | Kerk en kerkonderdeel     | 14e/16e eeuw          |                         | Elfhuizen 3                                         | 51° 42' 2" NB, 4° 51' 45" OL  | 15950  | Meer afbeeldingen                                                                                     |
| Hof van Holland | Woonhuis                  |                       |                         | Elfhuizen 4                                         | 51° 42' 2" NB, 4° 51' 44" OL  | 15951  | Meer afbeeldingen                                                                                     |
| Huis onder met rode pannen belegd schilddak en met gebosseerd gepleisterde lijstgevel | Woonhuis                  |                       |                         | Elfhuizen 5                                         | 51° 42' 2" NB, 4° 51' 43" OL  | 15952  | Meer afbeeldingen                                                                                     |
| Huis onder met rode pannen belegd schilddak en met gebosseerd gepleisterde lijstgevel | Woonhuis                  |                       |                         | Elfhuizen 6                                         | 51° 42' 3" NB, 4° 51' 43" OL  | 15953  | Meer afbeeldingen                                                                                     |
| Huis onder met rode pannen belegd schilddak en met gebosseerd gepleisterde lijstgevel | Woonhuis                  | 1568 (gevelsteen)     |                         | Elfhuizen 7                                         | 51° 42' 3" NB, 4° 51' 43" OL  | 15954  | Meer afbeeldingen                                                                                     |
| Huis onder met rode pannen belegd schilddak en met lijstgevel waarin beneden zesdelige schuiframen, boven ramen met kleine roedenverdeling                                                             | Woonhuis                  |                       |                         | Elfhuizen 9                                         | 51° 42' 3" NB, 4° 51' 43" OL  | 15955  | Meer afbeeldingen                                                                                     |
| De Hertshoiren | Woonhuis                  |                       |                         | Elfhuizen 10                                        | 51° 42' 3" NB, 4° 51' 43" OL  | 15956  | Meer afbeeldingen                                                                                     |
| De Gulden Hoet | Woonhuis                  |                       |                         | Elfhuizen 11                                        | 51° 42' 3" NB, 4° 51' 42" OL  | 15957  | Meer afbeeldingen                                                                                     |
| De Wijnaesbooch | Woonhuis                  |                       |                         | Elfhuizen 12                                        | 51° 42' 3" NB, 4° 51' 42" OL  | 15958  | Meer afbeeldingen                                                                                     |
| Oude- Mannen- en Vrouwenhuis | Sociale zorg, liefdadigh. | 1775-1778             |                         | Gasthuisstraat 10                                   | 51° 42' 2" NB, 4° 51' 51" OL  | 15959  | Meer afbeeldingen                                                                                     |
| Onder St. Geerten | Opslag                    | 1840                  | Phillips Willem Schonck | Haven 18                                            | 51° 42' 6" NB, 4° 51' 43" OL  | 15960  | Meer afbeeldingen                                                                                     |
| Arsenaal | Militaire opslagplaats    |                       | Philips Willem Schonck  | Haven 54                                            | 51° 42' 7" NB, 4° 51' 37" OL  | 15961  | Meer afbeeldingen                                                                                     |
| Huis met Empire lijstgevels waarin ramen met kleine roedenverdeling | Woonhuis                  |                       |                         | Havendijkstraat 1                                   | 51° 42' 3" NB, 4° 51' 47" OL  | 15962  | Meer afbeeldingen                                                                                     |
| Huis onder schilddak en met fraaie gepleisterde empire voor- en achtergevel | Woonhuis                  | ca. 1825              |                         | Koestraat 13                                        | 51° 42' 3" NB, 4° 51' 30" OL  | 15963  | Meer afbeeldingen                                                                                     |
| Huis met trapgevel uit het begin van de xviie eeuw | Woonhuis                  | 1628                  |                         | Koestraat 58                                        | 51° 41' 59" NB, 4° 51' 26" OL | 15964  | Meer afbeeldingen                                                                                     |
| Huis met trapgevel uit het begin van de xviie eeuw | Woonhuis                  | 17e eeuw              |                         | Koestraat 60                                        | 51° 41' 59" NB, 4° 51' 26" OL | 15965  | Meer afbeeldingen                                                                                     |
| De Croon en 't Cruys | Woonhuis                  | ca. 1825              |                         | Markt 3                                             | 51° 42' 4" NB, 4° 51' 41" OL  | 15967  | Meer afbeeldingen                                                                                     |
| Breed herenhuis uit eind | Dienstwoning              | eind 19e eeuw         |                         | Markt 9                                             | 51° 42' 4" NB, 4° 51' 40" OL  | 15968  | Meer afbeeldingen                                                                                     |
| De Nagtegaal & Het Witte Paert | Woonhuis                  |                       |                         | Markt 11-13                                         | 51° 42' 4" NB, 4° 51' 39" OL  | 15969  | Meer afbeeldingen                                                                                     |
| Huis onder schilddak en met gebosseerd gepleisterde lijstgevel waarin zesdelige schuiframen en ramen met kleine roedenverdeling                                                                        | Woonhuis                  |                       |                         | Markt 15                                            | 51° 42' 4" NB, 4° 51' 38" OL  | 15970  | Meer afbeeldingen                                                                                     |
| De Gulden Valck | Bedrijfs-,fabriekswoning  |                       |                         | Markt 17                                            | 51° 42' 4" NB, 4° 51' 38" OL  | 15971  | Meer afbeeldingen                                                                                     |
| De Moriaan | Woonhuis                  |                       |                         | Markt 19-21                                         | 51° 42' 4" NB, 4° 51' 37" OL  | 15972  | Meer afbeeldingen                                                                                     |
| De Ruyter | Woonhuis                  |                       |                         | Markt 23                                            | 51° 42' 4" NB, 4° 51' 37" OL  | 15973  | Meer afbeeldingen                                                                                     |
| Huis onder schilddak en met lijstgevel | Woonhuis                  | 18e/19e eeuw          |                         | Markt 25                                            | 51° 42' 4" NB, 4° 51' 37" OL  | 15974  | Meer afbeeldingen                                                                                     |
| Huis onder dwars, door schoorstenen bekroond, schilddak en met lijstgevel in lodewijk | Woonhuis                  |                       |                         | Markt 27                                            | 51° 42' 4" NB, 4° 51' 36" OL  | 15975  | Meer afbeeldingen                                                                                     |
| De Hant | Woonhuis                  |                       |                         | Markt 33                                            | 51° 42' 4" NB, 4° 51' 35" OL  | 15976  | Meer afbeeldingen                                                                                     |
| Huis met stucversieringen en gepleisterde hoeklisenen, schilddak | Woonhuis                  | derde kwart 19e eeuw  |                         | Markt 35                                            | 51° 42' 5" NB, 4° 51' 35" OL  | 15977  | Meer afbeeldingen                                                                                     |
| Huis onder schilddak en met lijstgevel, kroonlijst met tandlijst | Woonhuis                  | 19e eeuw              |                         | Markt 39                                            | 51° 42' 5" NB, 4° 51' 34" OL  | 15978  | Meer afbeeldingen                                                                                     |
| De Crabbe | Woonhuis                  |                       |                         | Markt 43                                            | 51° 42' 5" NB, 4° 51' 34" OL  | 15979  | Meer afbeeldingen                                                                                     |
| Huis onder schilddak en met gepleisterde lijstgevel, geblokte deuromlijsting | Woonhuis                  |                       |                         | Markt 4                                             | 51° 42' 1" NB, 4° 51' 42" OL  | 15980  | Meer afbeeldingen                                                                                     |
| De Wildeman | Kerkelijke dienstwoning   | ca. 1850              |                         | Markt 6                                             | 51° 42' 1" NB, 4° 51' 42" OL  | 15981  | Meer afbeeldingen                                                                                     |
| Huis onder schilddak en met lijstgevel waarop gepleisterde attiek | Woonhuis                  | derde kwart 19e eeuw  |                         | Markt 18                                            | 51° 42' 2" NB, 4° 51' 40" OL  | 15982  | Meer afbeeldingen                                                                                     |
| Twee huizen, onder afzonderlijke schilddaken, het linkse met een lijstgevel in schoon werk en met een geblokte ingangsomlijsting, het rechtse gebosseerd roze gepleisterd                              | Woonhuis                  |                       |                         | Markt 20                                            | 51° 42' 2" NB, 4° 51' 40" OL  | 15983  | Meer afbeeldingen                                                                                     |
| Huis onder schilddak en met gebosseerd gepleisterde lijstgevel waarin boven zesdelige schuiframen | Woonhuis                  |                       |                         | Markt 22                                            | 51° 42' 2" NB, 4° 51' 39" OL  | 15984  | Meer afbeeldingen                                                                                     |
| In den Wingaert | Woonhuis                  | 1665 (jaartal)        |                         | Markt 26                                            | 51° 42' 2" NB, 4° 51' 38" OL  | 15985  | Meer afbeeldingen                                                                                     |
| De Swaen | Woonhuis                  | 1603 (jaartal)        |                         | Markt 28                                            | 51° 42' 2" NB, 4° 51' 38" OL  | 15986  | Meer afbeeldingen                                                                                     |
| Huis onder schilddak en met gebosseerd gepleisterde lijstgevel | Woonhuis                  |                       |                         | Markt 30                                            | 51° 42' 2" NB, 4° 51' 38" OL  | 15987  | Meer afbeeldingen                                                                                     |
| Huis onder schilddak en met lijstgevel in ingezwenkte hoeken; kroonlijst op consoles; zes- en vierdelige schuiframen.                                                                                  | Woonhuis                  |                       |                         | Markt 32                                            | 51° 42' 2" NB, 4° 51' 38" OL  | 15988  | Meer afbeeldingen                                                                                     |
| Huis met zadeldak en trapgevel, een overwelfde kelder, een achterhuis met houtskelet. | Dienstwoning              | 16e eeuw              |                         | Markt 34                                            | 51° 42' 2" NB, 4° 51' 37" OL  | 15989  | Meer afbeeldingen                                                                                     |
| Oude stadhuis | Bestuursgebouw en onderdl | middeleeuwen (kelder) |                         | Markt 36                                            | 51° 42' 3" NB, 4° 51' 37" OL  | 15990  | Meer afbeeldingen                                                                                     |
| 't Fortuyn | Woonhuis                  | ca. 1880              |                         | Markt 38                                            | 51° 42' 3" NB, 4° 51' 36" OL  | 15991  | Meer afbeeldingen                                                                                     |
| De Roos | Woonhuis                  | eind 16e eeuw         |                         | Markt 46                                            | 51° 42' 3" NB, 4° 51' 35" OL  | 15992  | Meer afbeeldingen                                                                                     |
| 't Swart Lam | Woonhuis                  |                       |                         | Markt 48                                            | 51° 42' 3" NB, 4° 51' 35" OL  | 15993  | 't Swart Lam                                                                                          |
| Huis onder schilddak en met lijstgevel in schoon werk | Werk-woonhuis             |                       |                         | Markt 50                                            | 51° 42' 3" NB, 4° 51' 35" OL  | 15994  | Meer afbeeldingen                                                                                     |
| Weeshuys | Sociale zorg, liefdadigh. | 16e eeuw              |                         | Markt 52                                            | 51° 42' 3" NB, 4° 51' 34" OL  | 15995  | Meer afbeeldingen                                                                                     |
| De Ploegh | Woonhuis                  |                       |                         | Markt 56                                            | 51° 42' 3" NB, 4° 51' 34" OL  | 15996  | Meer afbeeldingen                                                                                     |
| Huis onder schilddak en met lijstgevel in schoon metselwerk | Woonhuis                  |                       |                         | Markt 58                                            | 51° 42' 3" NB, 4° 51' 34" OL  | 15997  | Meer afbeeldingen                                                                                     |
| Hoofdwacht, thans poortgebouw van de kazerne | Militair wachtgebouw      | 1791                  |                         | Venestraat 1                                        | 51° 42' 5" NB, 4° 51' 33" OL  | 15998  | Meer afbeeldingen                                                                                     |
| Kazerne | Militair verblijfsgebouw  | 1826                  |                         | Venestraat 3                                        | 51° 42' 5" NB, 4° 51' 32" OL  | 15999  | Meer afbeeldingen                                                                                     |
| Huis onder zadeldak en met ingezwenkte halsgevel | Woonhuis                  |                       |                         | Venestraat 11                                       | 51° 42' 5" NB, 4° 51' 31" OL  | 16000  | Meer afbeeldingen                                                                                     |
| Huis onder schilddak en met lijstgevel in schoon werk | Werk-woonhuis             |                       |                         | Venestraat 13                                       | 51° 42' 5" NB, 4° 51' 30" OL  | 16001  | Meer afbeeldingen                                                                                     |
| Huis onder schilddak en met gebosseerd gepleisterde lijstgevel | Woonhuis                  |                       |                         | Venestraat 17                                       | 51° 42' 5" NB, 4° 51' 30" OL  | 16002  | Meer afbeeldingen                                                                                     |
| Huis onder dwars schilddak dat een geheel vormt met dat van 23 en met lijstgevel waarvan het pleisterwerk baksteenmetselwerk navolgt                                                                   | Woonhuis                  |                       |                         | Venestraat 21                                       | 51° 42' 6" NB, 4° 51' 29" OL  | 16003  | Meer afbeeldingen                                                                                     |
| Huis onder dwars schilddak dat een geheel vormt met dat van 21 en met lijstgevel in schoon werk | Woonhuis                  |                       |                         | Venestraat 23                                       | 51° 42' 6" NB, 4° 51' 29" OL  | 16004  | Meer afbeeldingen                                                                                     |
| Huis onder schilddak en met gebosseerd gepleisterde lijstgevel | Woonhuis                  |                       |                         | Venestraat 25                                       | 51° 42' 6" NB, 4° 51' 29" OL  | 16005  | Meer afbeeldingen                                                                                     |
| Huis onder schilddak en met gebosseerd gepleisterde lijstgevel | Woonhuis                  |                       |                         | Venestraat 27                                       | 51° 42' 6" NB, 4° 51' 28" OL  | 16006  | Meer afbeeldingen                                                                                     |
| In de Vrachwage | Woonhuis                  |                       |                         | Venestraat 29                                       | 51° 42' 6" NB, 4° 51' 28" OL  | 16007  | Meer afbeeldingen                                                                                     |
| Huis onder schilddak en met lijstgevel in schoon werk, triglyphen in de kroonlijst | Woonhuis                  |                       |                         | Venestraat 4                                        | 51° 42' 4" NB, 4° 51' 31" OL  | 16009  | Meer afbeeldingen                                                                                     |
| Huis met wolfdak boven afgeknotte topgevel in gele baksteen | Woonhuis                  |                       |                         | Venestraat 6                                        | 51° 42' 4" NB, 4° 51' 31" OL  | 16010  | Meer afbeeldingen                                                                                     |
| Huis onder schilddak en met gepleisterde lijstgevel | Woonhuis                  |                       |                         | Venestraat 8                                        | 51° 42' 4" NB, 4° 51' 31" OL  | 16011  | Meer afbeeldingen                                                                                     |
| Huis onder schilddak en met gepleisterde lijstgevel | Woonhuis                  |                       |                         | Venestraat 10                                       | 51° 42' 4" NB, 4° 51' 30" OL  | 16012  | Meer afbeeldingen                                                                                     |
| Tuinkoepel | Tuin, park en plantsoen   | 1888                  |                         | Venestraat 28                                       | 51° 42' 5" NB, 4° 51' 24" OL  | 16013  | Meer afbeeldingen                                                                                     |
| Huis met gevel in Lodewijk XVI stijl; hardstenen stoep met gesmeedijzeren leuning | Woonhuis                  | eind 18e eeuw         |                         | Vismarktstraat 2                                    | 51° 42' 4" NB, 4° 51' 42" OL  | 16014  | Meer afbeeldingen                                                                                     |
| De Posthoorn | Woonhuis                  |                       |                         | Vismarktstraat 4                                    | 51° 42' 4" NB, 4° 51' 42" OL  | 16015  | Meer afbeeldingen                                                                                     |
| Huis onder dwars schilddak en met lijstgevel waarin ramen met kleine roedenverdeling | Woonhuis                  |                       |                         | Vismarktstraat bij 5 (Achterbouw van Elfhuizen 12)  | 51° 42' 4" NB, 4° 51' 43" OL  | 16016  | Huis onder dwars schilddak en met lijstgevel waarin ramen met kleine roedenverdeling                  |
| Hoog huis met lijstgevel in Empire stijl; kroonlijst op consoles; ingang omlijst en versierd met consoles, bladwerk en een tandlijst                                                                   | Woonhuis                  |                       |                         | Vismarktstraat 10                                   | 51° 42' 4" NB, 4° 51' 44" OL  | 16017  | Meer afbeeldingen                                                                                     |
| De Ossekop | Woonhuis                  | 16e/17e eeuw          |                         | Vismarktstraat 24                                   | 51° 42' 4" NB, 4° 51' 45" OL  | 16018  | Meer afbeeldingen                                                                                     |
| Vismarkt met pomp | Handel en kantoor         | 1772                  | Philips Willem Schonck  | Bij Havendijkstraat 1                               | 51° 42' 4" NB, 4° 51' 32" OL  | 16019  | Meer afbeeldingen                                                                                     |
| Oude wacht | Militair wachtgebouw      | 1826                  |                         | Waterpoortstraat 1                                  | 51° 42' 6" NB, 4° 51' 49" OL  | 16021  | Meer afbeeldingen                                                                                     |
| Overblijfselen van versterkingen, wallen, buitenwerken en grachten, langs de noord- en de westzijde van de stad, met nog twee bastions, een met kat (binnenbastion) alsmede een deel van een enveloppe | Open verdedigingswerk     | 1833-1837             |                         | Overblijfselen versterkingen door de gehele stad.   | 51° 42' 2" NB, 4° 51' 11" OL  | 16022  | Meer afbeeldingen                                                                                     |
| Overblijfselen van versterkingen aan de noordzijde der stad waarbinnen een uit steen opgetrokken kruitmagazijn                                                                                         | Open verdedigingswerk     | 1833-1837             |                         | Versterkingen en kruidmagazijn; door de gehele stad | 51° 41' 47" NB, 4° 50' 45" OL | 16023  | Meer afbeeldingen                                                                                     |
| Drie pompen | Straatmeubilair           | 1767                  |                         | Markt                                               | 51° 42' 4" NB, 4° 51' 32" OL  | 16024  | Meer afbeeldingen                                                                                     |
| Pomp | Straatmeubilair           | eind 18e eeuw         |                         | Koestraat bij 55                                    | 51° 41' 59" NB, 4° 51' 23" OL | 16025  | Meer afbeeldingen                                                                                     |
| Terrein waarin de overblijfselen van het voormalige Kartuizer klooster "Domus Beatae Mariae Virginis"                                                                                                  | Archeologisch monument    | 1336                  |                         |                                                     | 51° 41' 17" NB, 4° 51' 29" OL | 45431  | Terrein waarin de overblijfselen van het voormalige Kartuizer klooster "Domus Beatae Mariae Virginis" |
| Voormalige brouwerij | Industrie                 | 16e eeuw              |                         | Markt 1                                             | 51° 42' 4" NB, 4° 51' 42" OL  | 333043 | Meer afbeeldingen                                                                                     |
| Vesting Geertruidenberg | Gebouw                    | 1833-1837             |                         | Versterkingen door de gehele stad                   | 51° 42' 3" NB, 4° 51' 10" OL  | 337826 | Meer afbeeldingen                                                                                     |
| De Rogh | Woonhuis                  | 1500                  |                         | Markt 8                                             | 51° 42' 1" NB, 4° 51' 41" OL  | 515196 | Meer afbeeldingen                                                                                     |
| Dongecentrale | Industrie                 | 1931                  |                         | Centraleweg 16                                      | 51° 41' 43" NB, 4° 51' 3" OL  | 520038 | Dongecentrale                                                                                         |
| Dongecentrale: filtergebouw | Nutsbedrijf               | 1929                  | G.J. van Swaaij         | Centraleweg 16                                      | 51° 41' 43" NB, 4° 51' 3" OL  | 520039 | Dongecentrale: filtergebouw                                                                           |
| Voormalige synagoge | Kerk en kerkonderdeel     | 1874                  |                         | Elfhuizen 1                                         | 51° 42' 1" NB, 4° 51' 43" OL  | 520043 | Meer afbeeldingen                                                                                     |
| Pakhuis | Opslag                    | tweede helft 19e eeuw |                         | Haven 30                                            | 51° 42' 6" NB, 4° 51' 40" OL  | 520044 | Meer afbeeldingen                                                                                     |
| Postkantoor annex woning | Overheidsgebouw           | 1901                  |                         | Markt 64                                            | 51° 42' 3" NB, 4° 51' 32" OL  | 520045 | Meer afbeeldingen                                                                                     |
| Villa Pinksterbloem | Woonhuis                  | 1901                  |                         | Oude Stadsweg 1                                     | 51° 41' 53" NB, 4° 51' 2" OL  | 520046 | Villa Pinksterbloem                                                                                   |
| Voormalige militaire tehuis | Sociale zorg, liefdadigh. | 1889                  |                         | Zuidwal 71                                          | 51° 41' 59" NB, 4° 51' 38" OL | 520047 | Meer afbeeldingen                                                                                     |
| Het Wit(te) Laecken | Woonhuis                  | 1821-1832             |                         | Brandestraat 32                                     | 51° 42' 1" NB, 4° 51' 43" OL  | 524962 | Meer afbeeldingen                                                                                     |
| Dongecentrale: Transformatorstation | Nutsbedrijf               | 1930                  | G.J. van Swaaij         | Centraleweg 34                                      | 51° 41' 43" NB, 4° 51' 3" OL  | 525804 | Meer afbeeldingen                                                                                     |